# احمدآباد (بستان‌آباد)
روستای احمدآباد یکی از روستاهای استان آذربایجان شرقی است که در دهستان عباس غربی بخش تیکمه‌داش شهرستان بستان‌آباد واقع شده‌است.این روستا بر اساس آمار ( اطلاعات آماری جامعه روستایی) ۶۷۰ نفر جمعیت دارد.وطبق گفته های برخی از تاریخ دانان استان آذربایجان شرقی نام قبلی این روستا مهمان بوده است که دارای قدمت1100ساله بوده که براثر یک زلزله ویران شده است.